# Siganus stellatus
Siganus stellatus là một loài cá biển thuộc chi Cá dìa trong họ Cá dìa. Loài cá này được mô tả lần đầu tiên vào năm 1775.

## Từ nguyên
Từ stellatus trong danh pháp của loài cá này có nghĩa là "nhiều sao", ám chỉ các đốm dày đặc trên cơ thể của chúng.

## Phạm vi phân bố và môi trường sống

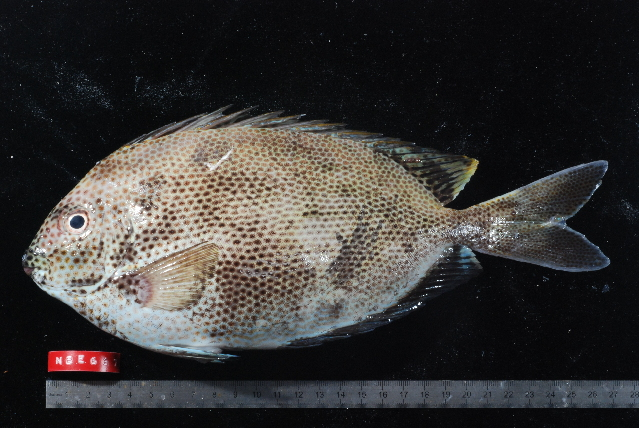
Một mẫu vật của S. stellatus

S. stellatus có phạm vi phân bố rộng khắp Ấn Độ Dương. Từ Biển Đỏ, loài cá này xuất hiện dọc theo bờ biển các nước thuộc khu vực Đông Phi, bao gồm ngoài khơi Madagascar và các quốc đảo, bãi ngầm lân cận; băng qua vùng biển phía nam Ấn Độ, Maldives và Sri Lanka ở phía đông đến quần đảo Andaman và Nicobar trong biển Andaman, về phía nam đến đảo Sumatra và bán đảo Mã Lai.
Loài cá này ưa sống gần các rạn san hô và trong các thảm cỏ biển ở độ sâu khoảng 30 m trở lại.

## Mô tả
Chiều dài cơ thể tối đa được ghi nhận ở S. stellatus là 40 cm, nhưng thường được quan sát với kích thước phổ biến là 35 cm. S. stellatus đặc trưng bởi các đốm màu nâu đen bao phủ khắp đầu và thân, tạo thành hoa văn tổ ong. Cơ thể có màu lục xám. Mống mắt màu bạc, bao quanh bởi 10 đốm màu nâu. Một số mẫu vật thu thập từ Biển Đỏ có màu xanh lục ở vùng gáy, trước đây được xem như một phân loài của S. stellatus. Rìa vây đuôi, vây lưng mềm và vây hậu môn có màu vàng.
Số gai ở vây lưng: 13; Số tia vây ở vây lưng: 10; Số gai ở vây hậu môn: 7; Số tia vây ở vây hậu môn: 9; Số gai ở vây bụng: 1; Số tia vây ở vây bụng: 5.

## Sinh thái học
Cá con và cá đang trưởng thành hợp thành đàn, còn cá trưởng thành bơi theo cặp. Chúng ăn chủ yếu các loại rong biển và tảo. 

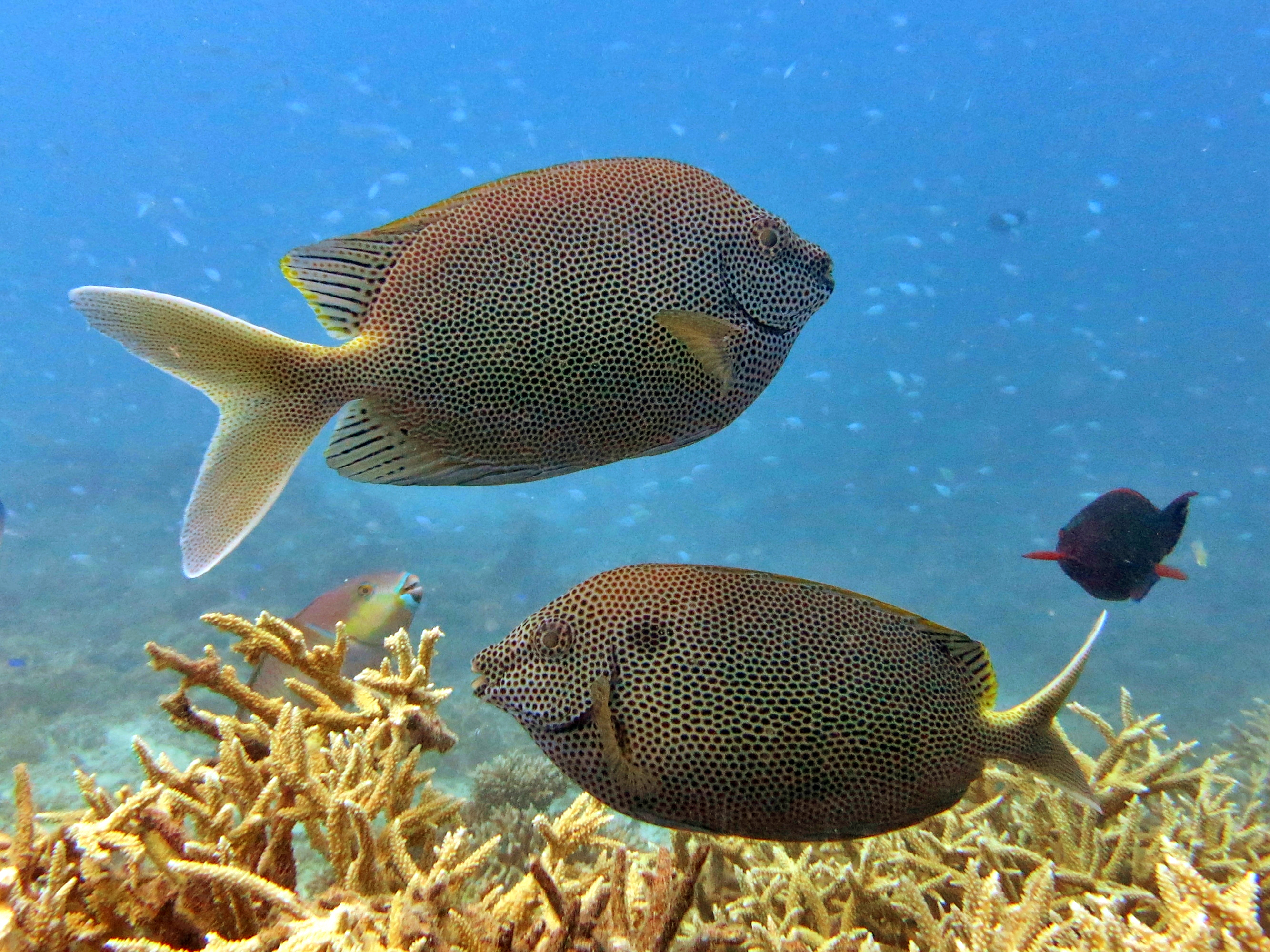
Một cặp S. stellatus trưởng thành